# مسجد هلال (بني العوام)

تعديل مصدري - تعديل

مسجد هلال هي إحدى قرى عزلة قطعة الصرابي بمديرية بني العوام التابعة لمحافظة حجة، بلغ تعداد سكانها 34 نسمة حسب تعداد اليمن لعام 2004.